# MAN SG 240 H
Der Standard-Gelenkbus der MAN SG 240 H bzw. SG 280 H ist 1980 als Nachfolger des MAN SG 220 auf den Markt gekommen.
Nachdem 1978 der Schubgelenkbus Mercedes-Benz O 305 G von Daimler-Benz auf den Markt kam und auch die Patentrechte für die bei den Fahrzeugwerkstätten Falkenried (FFG) entwickelten Knickwinkelsteuerung des Gelenkes bei Daimler-Benz lagen, hat MAN als Antwort einen Gelenkbus mit Heckmotor konstruiert, bei dem die Mittelachse über ein homokinetisches Gelenk angetrieben wurde. Durch die Platzierung des Dieselmotors im Heck konnte der Vorderwagen des VÖV-Standardbusses MAN SL 200 mit seinem niedrigeren Fußboden verwendet werden. Damit war es der erste MAN-Gelenkbus, der komplett in Verantwortung der MAN gebaut wurde. Er wurde allerdings beim Aufbauhersteller Göppel in Augsburg gefertigt. Es gab ihn, genau wie den MAN SG 220, sowohl mit der Stadtbus-Front mit vorderer Doppeltür als auch mit der schmalen StÜLB-Tür. Erhältlich war er auch als Überland-Gelenkbus mit 16,5 m und 18 m Länge.
Mit knapp 400 produzierten Exemplaren war der SG 240 H nicht so bedeutend wie der Mercedes-Benz O 305 G, der in erheblich größeren Stückzahlen produziert wurde. Im Vergleich zu dem ebenfalls 1980 erschienenen Standard-Gelenkbus von Magirus-Deutz, dem 260 SH 170, der in nur 39 Exemplaren gebaut wurde, war das MAN-Modell jedoch recht erfolgreich. Die größte Menge wurden zwischen 1980 und 1986 an die Stadtwerke Augsburg mit 65 Fahrzeugen verkauft, dort gab es bisher von keinem anderen Fahrzeugtyp annähernd so viele Busse.
Mitte der 1980er Jahre wurde er vom Standard-Gelenkbus der Zweiten Generation MAN SG 242 H abgelöst und 1986 die Produktion eingestellt.

## Duo-Bus
1983 entstand für die Essener Verkehrs-AG (EVAG) auch ein Duo-Bus auf Basis des hier behandelten Typs, dieser war außerdem für den Spurbus-Betrieb adaptiert. Seine Bezeichnung war SG 240 H Duo, die Wagennummer lautete 3700. 1986 entfernte man diesem Prototyp seine elektrische Ausrüstung, sie stammte von Kiepe, anschließend wurde er bis zu seiner 1991 erfolgten Ausmusterung als reiner Dieselbus eingesetzt.